# 中西徹志
中西 徹志（なかにし てつし、1949年11月8日 - ）は、日本の実業家。元株式会社ほくやく・竹山ホールディングス専務取締役、顧問、北日本調剤株式会社取締役会長。

## 人物・経歴
1949年生まれ。1972年3月千葉商科大学商経学部卒業
。1974年12月大槻中央薬品株式会社(現･株式会社ほくやく)入社。1993年4月業務部長、1994年4月同社営業業務部長、1995年4月同社営業企画部長、1996年4月社長室長、1998年6月同社取締役社長室長、同年7月同社取締役オペレーション本部長、1999年4月同社取締役物流本部副部長、同年6月同社取締役執行役員情報システム本部長、2001年4月同社取締役執行役員情報システム本部長兼システム企画部長、2002年1月同社取締役執行役員債権管理部長、2003年10月同社取締役執行役員リスク管理部長、2006年9月株式会社ほくやく・竹山ホールディングス執行役員（リスク管理部長）、2007年6月取締役執行役員リスク管理本部長、2009年6月株式会社竹山監査役（非常勤）、2009年6月株式会社ほくやく・竹山ホールディングス取締役常務執行役員リスク管理本部長、2014年6月同社取締役専務執行役員リスク管理本部長、2015年6月専務取締役リスク管理管掌（兼専務執行役員）リスク管理本部長、2016年6月同社顧問（リスク管理管掌）、2019年6月同社顧問退任、北日本調剤株式会社取締役会長就任。